# Olavius muris
Olavius muris är en ringmaskart som beskrevs av Erséus 2003. Olavius muris ingår i släktet Olavius och familjen glattmaskar. Inga underarter finns listade i Catalogue of Life.